# Charles Descantons de Montblanc
Charles Ferdinand Camille Ghislain Descantons de Montblanc (aussi connu sous le nom de Charles de Montblanc), né à Paris le 12 mai 1833 et décédé à Paris 17e le 22 janvier 1894, est le premier diplomate français accrédité par l'Empereur du Japon.

## Biographie
Il est le fils aîné du comte Charles Albéric Clément Descantons de Montblanc (1785-1861), 1er baron d'Ingelmunster (en Belgique)  et de Louise Virginie Rocques de Montgaillard (1812-1889).
Il obtient dès 1854 un poste officiel aux Philippines. En août 1858, il se rend au Japon avec la mission du baron Jean-Baptiste Louis Gros. Il  apprend rapidement le japonais et devient l'ami de Saitô Kenjirô, un homme qui va l'accompagner dans son exploration de Kyushu. Il visite alors Kagoshima et revient en Europe en 1861.
Le 14 septembre 1865, il accueille la mission japonaise de Ikeda Nagaoki du clan de Satsuma et dès le 23 septembre, entreprend un contrat d'entente entre la Belgique et le Satsuma. Il suggère alors la participation du clan à l'Exposition universelle de 1867. Nommé commissaire de l'Exposition par le représentant du clan, il obtient que les armoiries des Satsuma soient apposées aux côtés de celles de Tokugawa à l'entrée du pavillon du Japon.
En octobre 1867, le prince de Satsuma l'invite au Japon. Il devient alors le premier diplomate français accrédité par l'Empereur du Japon. Il rentrera en France en décembre 1869.

## Œuvres
On lui doit de nombreux articles dans le Bulletin de la Société des Études japonaises, ainsi que : 
- Le Japon, Claye, 1865
- Le Japon, ses institutions, ses produits, ses relations avec l'Europe, 1867